# Hoplopholcus minotaurinus
Hoplopholcus minotaurinus is een spinnensoort uit de familie trilspinnen (Pholcidae). De soort komt voor in Kreta.